# Frère Jean des Entommeures
Frère Jean des Entommeures (prononcer « Entommures »), alias « Jean des Entamures », est un personnage créé par Rabelais qui apparaît pour la première fois dans Gargantua et qui suivra Pantagruel dans les trois derniers livres du cycle rabelaisien.

## Défendre les biens précieux
Frère Jean apparaît dans le vingt-septième chapitre du roman, alors que les troupes de Picrochole attaquent le clos et les vignes de l’abbaye de Seuillé, dont le nom évoque l'abbaye de Seuilly près de la Devinière. Le protagoniste est présenté comme un moine brave et habile.
« En l’abbaye estoit pour lors un moine claustrier nommé frère Jean des entommeures, jeune, guallant, frisque, de hayt, bien à dextre, hardy, adventureux, deliberé, hault, maigre, bien fendu de gueule, bien advantagé en nez, beau despecheur d'heures, beau desbrideur de messes, beau descroteur de vigiles, pour tout dire sommairement, vray moyne si oncques en feut depuys que le monde moynant moyna de moynerie. Au reste, clerc jusques es dents en matiere de breviaire »
— François Rabelais, Gargantua, 1542

« Il y avait dans l’abbaye un jeune moine claustrier nommé Frère Jean des Entommeures, jeune, vaillant, gaillard, joyeux, bien habile, hardi, aventureux, résolu, haut, maigre, la gueule bien fendue, le nez avantageux, beau bâcleur de prières, beau débrideur de messes, beau décrotteur de vigiles, pour tout dire sommairement, vrai moine, si jamais il en fut depuis que le monde moinant moina de moinerie. Au reste savant jusqu'aux dents en matière de bréviaire. »
— Gargantua, 1542
.
Tandis que les troupes de Picrochole pillent la ville et dévastent maintenant la vigne de l'abbaye (le « clos auquel était leur boire de toute l'année »…), Frère Jean sort puis retourne vers « l'église, où étaient les autres moines », pour les en informer. Il les interrompt et termine par ces mots : « Ventre saint Jacques ! que boirons-nous […] nous autres pauvres diables ? Seigneur Dieu, da mihi potum [donne-moi à boire] ! ».
« Les pauvres diables de moines », complètement désemparés, décident qu'il sera fait « une belle procession, renforcée de beaux [chants] […] et beaux répons [prières grégoriennes en chant alterné, monodique ou polyphonique] pro pace » (« pour la paix »). Le « prieur claustral » accueille fort mal « cet ivrogne » qui « vient troubler le service divin » et donne l'ordre qu'on le mène en prison. « Mais, dit le moine, le service du vin, faisons tant qu'il ne soit troublé, car vous-même, monsieur le Prieur, aimez boire du meilleur ».
Et sans attendre, scandalisé qu'on s'attaque ainsi aux « biens de l'Église », Jean des Entommeures " [met] bas son grand habit et se saisit du « baston de la Croix, qui estoyt de cueur de cormier long comme une lance, rond à plain poin et quelque peu semé de fleurs de lys toutes presques effacées »".
Il frappe alors, « à tort et à travers », les soudards qui volent le précieux raisin. Ce jeu de massacre déclenche la verve du médecin Rabelais, encore une fois dans une longue phrase échevelée, digne des farces du Moyen Âge, ou des futures bastonnades des comédies de Molière. La description qu'il en fait mêle des termes médicaux savants et des images plus proches du langage commun :
« Es uns escarbouilloy la cervelle, es aultres rompoyt bras et jambes, es aultres deslochoyt les spondyles du coul, es aultres demoulloyt les reins, avalloyt le nez, poschoyt les yeux, fendoyt les mandibules, enfonçoyt les dents en la gueule, descroulloyt les omoplates, sphaceloyt les greves, desgondoit les ischies : debezilloit les fauciles. Si quelqu'un se vouloyt cascher entre les sepes plus espés, à icelluy freussoit toute l'areste du douz : et l’esrenoit comme un chien »
— François Rabelais, Gargantua, 1542

« Aux uns il écrabouillait la cervelle, aux autres il cassait bras et jambes, aux autres disloquait les spondyles du cou, aux autres démoulait les reins, écrasait le nez, pochait les yeux, fendait les mandibules, enfonçait les dents dans la gueule, écroulait les omoplates, marbrait les jambes, déboîtait les hanches, débesillait les abattis. Si quelqu'un se voulait cacher entre les ceps au plus épais, il lui frottait toute l'arête du dos, et lui cassait les reins comme un chien. »
— Gargantua, 1542

## Chasseur, cynique et fondateur de l'abbaye de Thélème
Dans les chapitres centraux de Gargantua, Frère Jean combat aux côtés du géant dont il a gagné l'estime grâce à ses prouesses. Lors des propos de table, le moine se révèle amateur de plaisanteries grivoises, bon buveur et joyeux drille, n'hésitant pas à tourner en dérision la Cène qu'il présente comme un souper déserté par les disciples de Jésus. Le personnage de Frère Jean peut être envisagé d'un point de vue à la fois « cynégétique » (l'art de chasser le gibier) et « cynique », ce dernier trait se rapportant à la pensée du philosophe grec antique Diogène. Son caractère cynique, au sens philosophique du terme, se dénote par son insolence et son franc-parler, qui contraste avec la sage (et parfois creuse) rhétorique d'Eudémon, le précepteur de Gargantua(non, le précepteur de Gargantua est Ponocrates ! Eudémon n'est autre que l'élève "bienheureux" de ce maître humaniste). Il déploie une verve brillante sous une apparence fruste qui lui permet de déstabiliser aussi la philosophie humaniste. Se dépeignant comme un chien de chasse, il préfère l’action à la contemplation. Outre ses jurons, et son latin (ce dernier conforme à celui qu'écrivaient les membres du clergé), le langage de Frère Jean reprend des procédés oratoires qui le rattachent également à une des formes de l'humanisme de la Renaissance. Il recourt ainsi à des figures de style définies peu avant cette époque par le rhétoricien Pierre Fabri, comme la métaphore (« Les nerfs des batailles sont les pecunes »), le chiasme (« les heures sont faictes pour les hommes et non les hommes pour les heures ») l'accumulation (« j'ay un estomach pavé, creux comme la botte de sainct Benoist, toujours ouvert comme la gibbessiere d'un advocat »).
En récompense de son aide dans la guerre, Gargantua, après lui avoir proposé de devenir abbé de Seuillé, de lui donner l'abbaye de Bourgueil ou de Saint-Florent, lui accorde la création de l'abbaye de Thélème, dont la règle unique, qui s'adresse à des êtres vertueux, tient en ces mots : « Fay ce que vouldras ». La règle de l'abbaye édicte ainsi que l'on y fera ce que la volonté divine suggère à une nature humaine foncièrement bonne et responsable… Dans son article paru en 2001, l'universitaire Christiane Deloince-Louette perçoit Frère Jean comme « perturbateur, en définitive, d’une sagesse humaniste trop sûre d’elle-même »…